# Vägtrafik i Stockholm

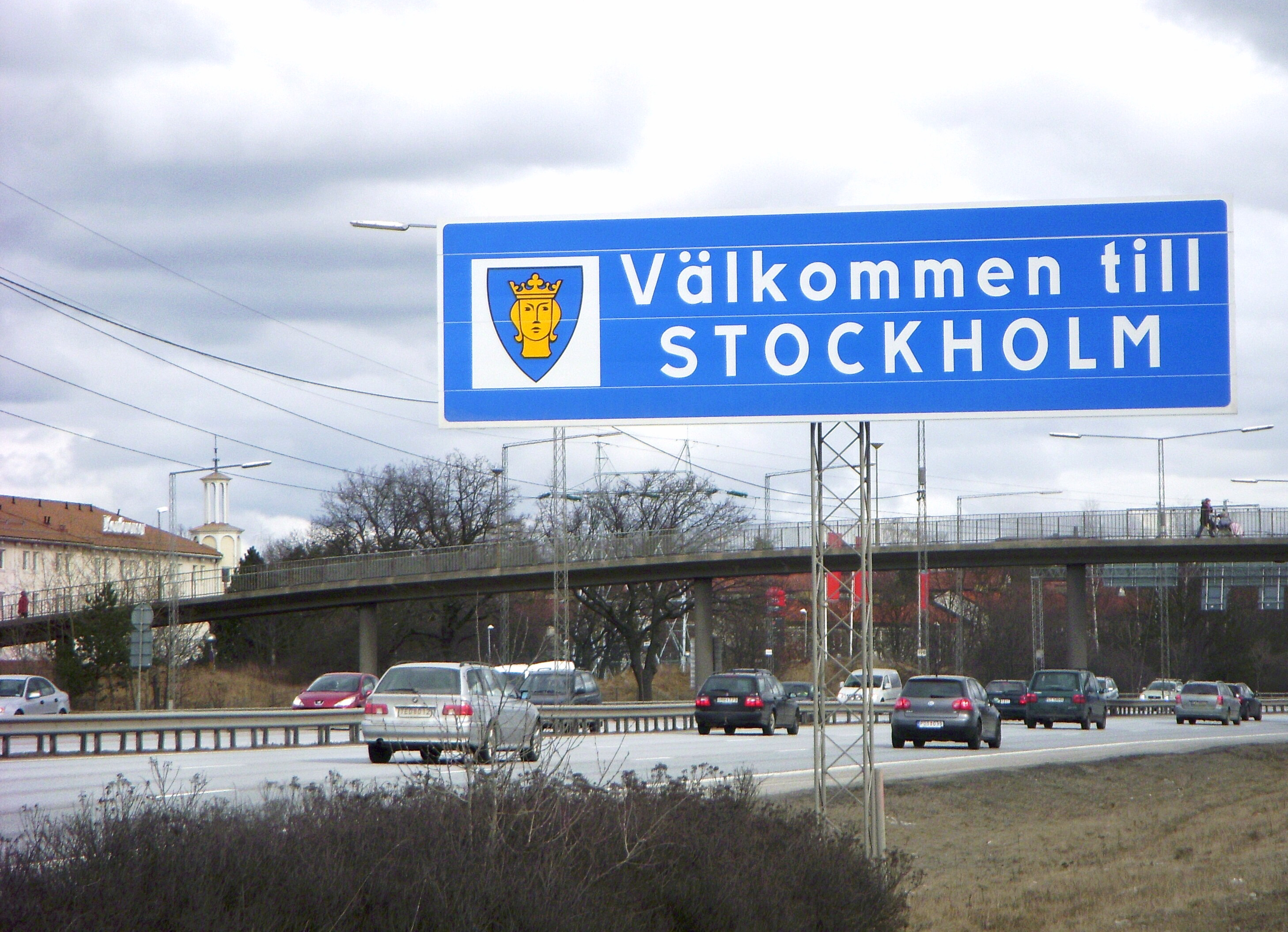
Södertäljevägen (E4/E20) är en av Stockholms huvudtrafikpulsådror.

Stockholms geografiska läge på några öar mellan Mälaren och Östersjön har varit en bra plats när transporter av människor och gods huvudsakligen gick på vattnet.  För transporter till lands var alla vattendrag ett besvärligt hinder och på medeltiden fanns bara några få färdvägar mot söder respektive norr. Ända fram till 1670-talet var Göta landsväg den enda vägförbindelsen söderut mot Götaland.  
Med Sverige som stormakt kom även viljan att ge Stockholm ett ”modernt” gatunät och Klas Fleming stod bakom stadens första gaturegleringar på 1600-talets mitt. Fler gaturegleringar följde; Albert Lindhagens stadsplaneringar på 1800-talets slut och  Yngve Larssons förnyelse av Stockholm på 1900-talets mitt, där Norrmalmsregleringen innebar en stor förändring för både vägtrafiken och kollektivtrafiken i innerstaden. På 1960-talet skisserade man även Stockholms yttre trafikplan som fortfarande (2009) inte är helt genomförd.
Vägtrafiken i Stockholm är Sveriges mest omfattande och Essingeleden är den mest belastade infartsleden med i genomsnitt 160 000 fordon/dygn (2007). 2007 införde Stockholm, som första stad i Sverige, en permanent trängselskatt i innerstaden.

## Vägtrafiken till 1900

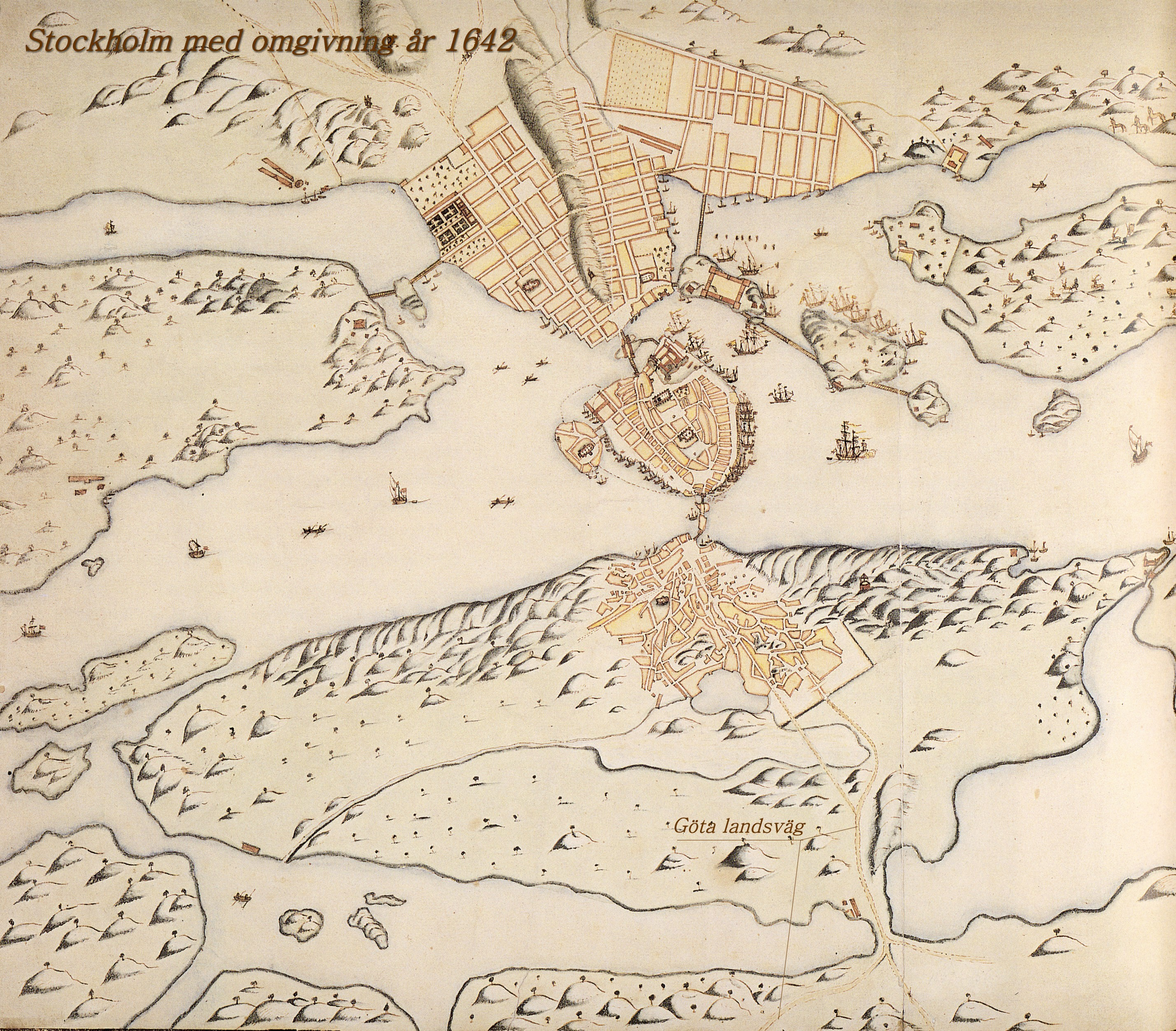
Stockholm år 1642.

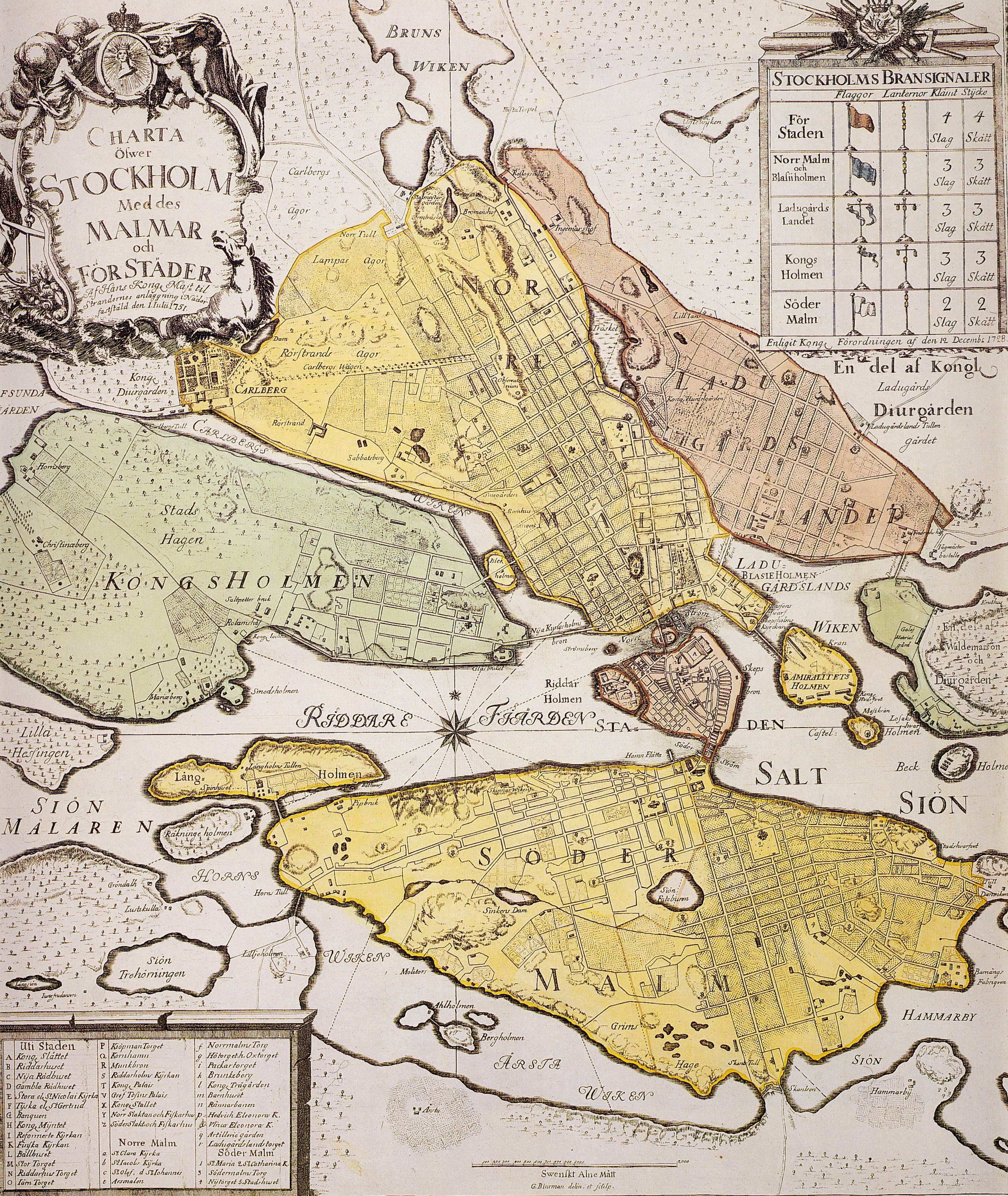
Stockholm år 1751.

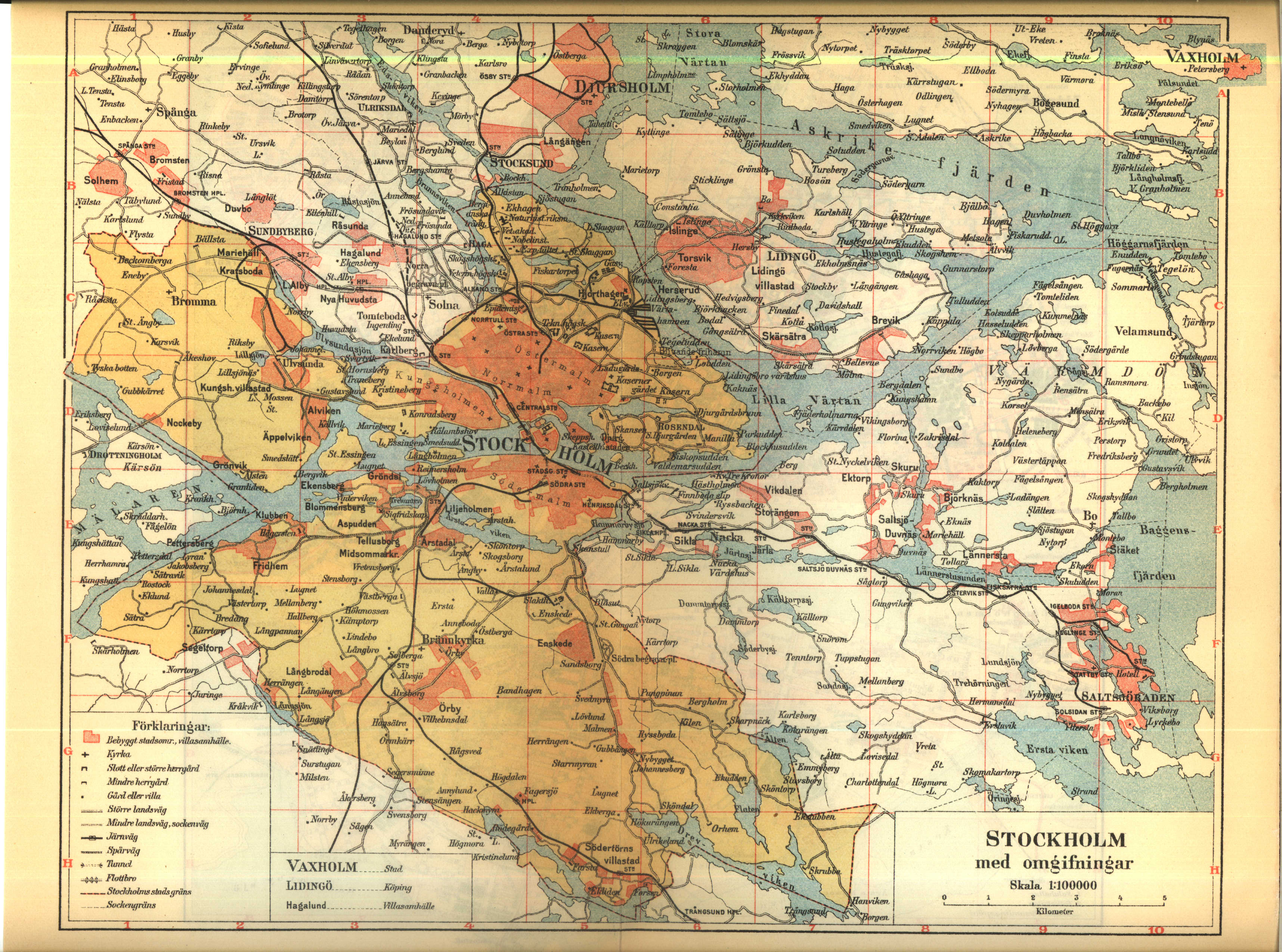
Karta över Stockholm med omgivningar på 1910-talet.

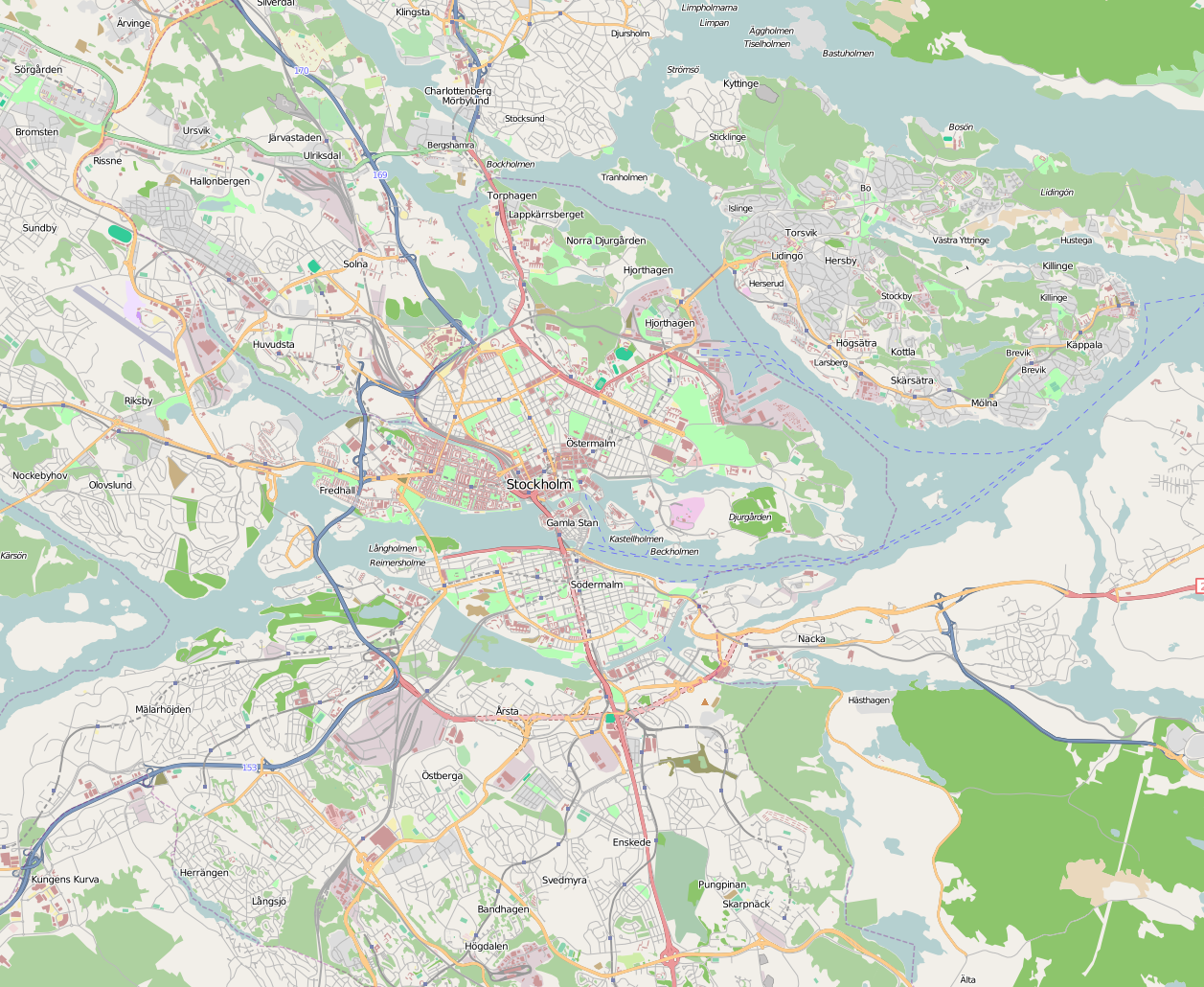
Stockholms vägnät med omgivning 2008.

### Vägmätning
I maj 1693 kom den första kungliga förordningen att göra Stockholm och Slottet Tre kronor till utgångspunkt för hela rikets vägmätning. I augusti 1693 fick lantmätaren i Uppland Hoffstedt order av landshövdingen Jakob Gyllenborg att börja vägmätningen "med kedja från Stockholms slotts portar och utmärka hvar fjärdingsväg på marken" (med fjärdingsväg avsågs en fjärdedels mil). Den 3 juni 1694 skrev lantmäteriets direktör Carl Gripenhielm till lantmätarna i Uppland att enligt K. M:ts befallning skulle alla landsvägar i riket mätas från korspunkten mellan Västerlånggatan och Storkyrkobrinken och de, som "redan voro mätta, ändras därefter". Korsningen Västerlånggatan/Storkyrkobrinken ligger bara ett 100-tal meter från Stockholms slott. Skillnaden mot 1693 års direktiv var alltså inte så stor men någon vägmätning direkt knuten till 1694 års direktiv har inte återfunnits. Det dröjde till 1722 innan en ny vägmätning för Stockholms län genomfördes av Jacob Braun. Då gällde Stockholms slotts portar som utgångspunkt och Brauns mätning styrde även 1777 års milstolpar i länet. Systemet bibehölls till slutet av 1800-talet. Idag räknas Stockholms geografiska mittpunkt för avståndsangivelser från Gustav Adolfs torg.

### Vägnät
Den äldsta vägförbindelsen i Stockholm var Göta landsväg, som fram till 1670-talet var enda vägförbindelsen söderut, sedan avlöstes den av Södertäljevägen. Mot norr var de äldsta vägarna Drottninggatan och Regeringsgatan på var sin sida om Brunkebergsåsen. Färdvägen från Norrtull mot norr och Gamla Uppsala var Uppsalavägens föregångare som kallades Stora Vägen åth Upland på Werner Rosenfeldts karta från 1702. 
Klas Flemings gaturegleringar på 1600-talets mitt förändrade gatunätet på Stockholms malmar totalt och än idag vittnar innerstadens regelbundna gatumönster om Flemings planering, där exempelvis Drottninggatan och Götgatan är bevarade till både sträckning och bredd sedan de anlades.   
På 1880-talet genomfördes ett omfattande stadsplanearbete under Albert Lindhagen, då byggdes bland annat stjärnplatsen Karlaplan med Karlavägen samt Strandvägen på Östermalm, Sveavägen (från Sveaplan till Kungsgatan) på Norrmalm och Ringvägen på Södermalm. I samband med det fick många av Stockholms gator nya namn, genom Stockholms gatunamnsrevision 1885.

## Vägtrafiken efter 1900
År 1905 fanns det i Stockholm 177 registrerade bilar, siffran ökade på tjugo år till 9 000 registrerade motorfordon och fem år senare, år 1930, hade antalet fördubblats till 17 800 motorfordon. På 1930-talet var det därför en av stadsplanerarnas och samhällsplaneringens viktigaste uppgifter att planera Stockholms vägnät för den förväntade fordonsökningen.
På 1930-talet skapades flera stora infrastrukturprojekt i Stockholms innerstad. Nästan samtidigt invigdes Västerbron (1935), Tranebergsbron (1934) och Slussen (1935). Nu bestämde bilismens framfart planeringen av Stockholms vägnät. På 1940- och 1950-talen planerades omdaningen av Stockholms City, Norrmalmsregleringen, med en förlängning av Sveavägen söderut till det nya Sergels torg. Då tillkom även Klaratunneln, Tegelbacken, Centralbron, Klarastrandsleden och Söderleden. Planerna angående en motorvägsring runt staden tog form på 1950- och 1960-talen och Essingeleden, som är en del av denna ring, invigdes 1966. 
År 1960 började man planera Stockholms inre och yttre trafikleder och inom ramen för 1960 års trafikledsplan för Stockholm presenterades ett trakikledssystem för staden.  Radiella infartsleder skulle leda ut till Ekerö, Enköping,  Uppsala,  Lidingö, Nacka, Nynäshamn och Södertälje, samt till de nya eller planerade  satellitstäderna som Vällingby, Farsta och Skärholmen. Infartslederna skulle ansluta till en ringled med hög kapacitet och därmed avlasta stadens gatunät. Ringen skulle utgöras av Essingeleden, Norra länken, Valhallavägen, Österleden och Södra länken.
På 1970-talet ändrades synen beträffande bilen som det viktigaste transportmedlet och de stora vägplanerna konkretiserades i långsammare takt. Dennisuppgörelsen var en överenskommelse mellan Moderaterna, Socialdemokraterna och Folkpartiet att under 1990-talet genomföra specifika investeringar i vägar och spårtrafik i Stockholms län. Överenskommelsen slöts 1992 och innebar bland annat att Stockholms ringled skulle byggas färdigt och att en västlig förbifart skulle anläggas, så blev det dock inte. Dennispaketet upplöstes i februari 1997. 

## Vägtrafiken idag
Enligt 1960 års trafikplaner skulle ett omfattande nät av stadsmotorvägar och trafikleder anpassa Stockholm till bilismen. Vägprojekt som Brommagrenen, Blasieholmsleden och Salemsleden genomfördes aldrig och lades ner i början av 1970-talet. 
Huvudledena mot syd utgörs idag (2010) av Essingeleden, Södertäljevägen (med Europavägarna E4 och E20) och Huddingevägen, mot väst är det Drottningholmsvägen och Bergslagsvägen, mot nord är det Uppsalavägen (E4) och  Roslagsvägen (E18) och mot nordöst Lidingövägen (E20).  Mot öst och sydöst leds trafiken på Värmdöleden respektive Nynäsvägen. Den största trafikbelastningen har Essingeleden, där den genomsnittliga trafikmängden mättes 2007 till 160 000 fordon/dygn. Stockholms ringled är inte fullbordad, medan man för närvarande bygger på Norra länken (klart 2015) är sträckningen av ringens sista del, Österleden, fortfarande i planeringsstadiet. Senast fullbordade större vägprojekt är Södra länken och Norrortsleden.

## Planerade vägprojekt
- Östlig förbindelse är namnet på en planerad vägförbindelse öster om Gamla Stan som ska sträcka sig från Värmdöleden i Nacka till Frihamnen i Stockholm, mestadels i tunnel. Den tilltänkta motorvägen avser att färdigställa en komplett motorvägsring runt Stockholm, som tillsammans med Essingeleden skall binda samman Norra länken och Södra länken. Österleden ingår inte i regeringens infrastrukturplan för perioden 2018-2029 och är därmed vilande.

- Förbifart Stockholm är en planerad trafikled mellan Kungens kurva och Häggvik och skall utgöra en kringfartsled väster om Stockholm. Sträckningen skall gå via Kungshatt, Lovön och Grimsta naturreservat, största del i tunnel. Vid Hjulsta skall det finnas en koppling till E18. Bygget av leden inleddes 2014 och beräknas vara färdigställt 2026. Kostnaden för investeringen är beräknad till 27,6 miljarder kronor i 2009 års prisnivå.

## Nerlagda vägprojekt

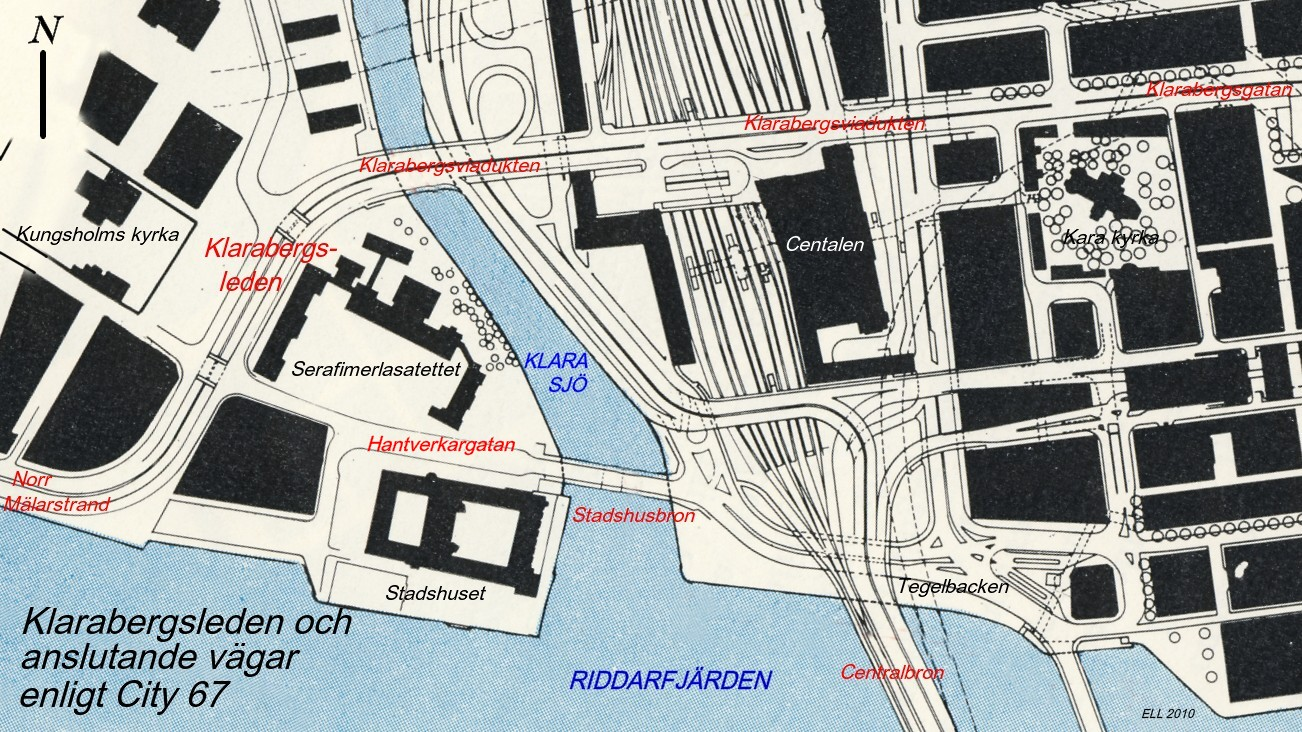
Klarabergsleden enligt "City 67"

- Brommagrenen var en planerad stadsmotorväg i 1960 års trafikledssystem samt i 1967 års cityplan för Stockholm. Brommagrenen skulle gå från Essingeleden vid Stora Essingen och ut på en bro över till Alvik och vidare till Bromma flygplats innan den skulle anslutas till E18 vid Hjulsta.

- Blasieholmsleden var en sexfilig motortrafikled i Stockholm som skulle förbinda Stadsgården via Blasieholmen med Strandvägen. Planen fanns med i City 67, men blev aldrig genomförd.

- Huvudstaleden var en planerad stadsmotorväg som skulle förbinda Brommaplan med Essingeleden och Klarastrandsleden via Huvudsta. Bara en kort deletapp med bland annat Huvudstabron invigdes 1967.

- Salemsleden var en huvudtrafikled som planerades på 1960-talet. Leden skulle bli en ny södra infart till och från Stockholm och avlasta bland annat Huddingevägen.

- Skarpnäcksleden var en planerad trafikled genom Björkhagen, Kärrtorp och Bagarmossen och skulle bli en nord-sydlig förbindelselänk mellan Södra länken och Tyresövägen. 1991 beslöts att leden inte skulle byggas.

- Klarabergsleden var en planerad öst-västlig huvudtrafikled genom sydvästra Norrmalm  och östra Kungsholmen i Stockholm. Planerna att bygga denna led skrinlades 1974.

- Österbron var en bro som planerades på 1940-talet i samband med Stockholms ringled och Österleden. Österbron skulle utgöra en pendang till Västerbron.

- Diagonal Ulvsunda var en alternativ sträckning till Förbifart Stockholm. Diagonal Ulvsunda var tänkt som en mer stadsnära lösning och var redan från början ett tunnelalternativ. Den skulle till stor utgöra ett alternativ till Essingeleden.